# America, I Hear You Singing
America, I Hear You Singing è un album del crooner statunitense Frank Sinatra, realizzato in collaborazione con Bing Crosby e Fred Waring e pubblicato nel 1964 dalla Reprise Records.

## Descrizione
L'album è una raccolta di canzoni patriottiche, registrate in tributo per l'assassinio del presidente degli Stati Uniti John Kennedy. Non è mai stato pubblicato in compact disc, ma tutte le canzoni sono presenti in Complete Reprise Studio Recordings.

## Tracce
1. America, I Hear You Singing (Tradizionale)
2. The House I Live In – 3:39 (Robinson, Allan)
3. Early American – 3:34 (Burke, Van Heusen)
4. Let Us Break Bread Together – 3:39 (Ringwald)
5. You're a Lucky Fellow, Mr. Smith – 3:46 (Burke, Prince, Raye)
6. You Never Had It So Good – 3:01 (Cahn, Van Heusen)
7. This Is a Great Country (Tradizionale)
8. Hills of Home (Tradizionale)
9. This Land Is Your Land (Tradizionale)
10. Give Me Your Tired, Your Poor (Tradizionale)
11. A Home in the Meadow (Tradizionale)
12. Stars and Stripes Forever (Tradizionale)

## Formazione
- Frank Sinatra - voce
- Bing Crosby - voce
- Fred Waring and His Singers - voce